# Xyris kwangolana
Xyris kwangolana là một loài thực vật hạt kín trong họ Hoàng đầu. Loài này được P.A.Duvign. & Homes miêu tả khoa học đầu tiên năm 1955.